# 约翰·阿瑟·兰塞姆·马里奥特
约翰·阿瑟·兰塞姆·马里奥特爵士（英語：Sir John Arthur Ransome Marriott，1859年—1945年），英国历史学家和政治家。曾于1884年至1920年于牛津大学任教。1917年至1929年间又担任英国议会议员为英国保守党党员，1924年被授予爵士。他的一生著述甚丰，影响深远。